# Rudolph von Laubsky
Baron Rudolph von Laubsky (*  1700 in Böhmen; † 27. Juni 1754 in Stuttgart) war ein württembergisch-preußischer General.

## Leben
Rudolph von Laubsky entstammte einem freiherrlichen böhmischen Geschlecht, welches sich ursprünglich Loubský z Lub später Laubski von Lub nannte. Er begab sich als gebildeter Edelmann zunächst in württembergische Dienste. Am 1. September 1736 stand er ebendort im Rang eines Oberstleutnants bei der Garde du Corps. Er avancierte am 3. November 1736 zum Oberst und trat als solcher am 6. Januar 1742 in preußische Dienste. Hier nahm er am Ersten Schlesischen Krieg teil und wurde am 1. Februar 1744 zum Generalmajor befördert. Bereits am 4. August 1744 kehrte er als Generalmajor mit Patent vom 3. Februar 1744 in württembergische Dienste zurück und wurde Kommandant der neu aufgestellten Husareneskadron. Laubsky stieg am 13. Mai 1745 zum Generalfeldmarschallleutnant auf. Bereits 1749 war er als Generalleutnant als erster unter der württembergischen Generalität gelistet. Auch im Jahre 1748 war Exzellenz Baron Laubsky an der Spitze des württembergischen Generalstabs, kommandierender General über die fürstlich württembergischen Truppen zu Fuß und zu Ross als auch über die Landfestungen. Er beschloss seine Laufbahn, nachdem er am 17. Februar 1754 zum General der Kavallerie und Kapitän der württembergischen Garde avancierte.